# Том Рогић
Томас Петар Рогић (16. децембар 1992) аустралијски је фудбалер српског порекла.

## Клупска каријера
Дебитовао је 2011. године за тим Белконен, играјући на шест првенствених утакмица. Остварио је изузетан учинак, пошто је постигао шест голова.
Током периода 2012-2013. бранио је боје клуба Централ коуст маринерс. Добре игре за тај тим скренуле су пажњу стручног штаба Селтика, који га је ангажовао 2013. године. Рогић је са Селтиком освојио три титуле у шкотском првенству.
Током сезоне 2014, био је на позајмици у Мелбурн викторију.

## Репрезентација
Дебитовао је за репрезентацију Аустралије против Јужне Кореје 14. новембра 2012. године.
У мају 2018. године био је уврштен у екипу Аустралије за Светско првенство 2018. године у Русији.
Занимљиво да је Рогић једно време играо за футсал репрезентацију Аустралије.

## Трофеји

### Клуб
Централ коуст маринерс
- Прва лига Аустралије: 2012–13.[7]
- A-Лига Премијершип: 2011–12.[8]

Селтик
- Премијершип лига: 2015–16,[9] 2016–17,[10] 2017–18.
- Куп Шкотске: 2012–13,[11] 2016–17, 2017–18.
- Лига куп Шкотске: 2016–17,[12] 2017–18.[13]